# MA Doom: Son of Yvonne
Albums de Masta Ace
Arts & Entertainment
(2009) The Falling Season
(2016)
Singles
1. Slow Down
Sortie : 26 avril 2012

MA Doom: Son of Yvonne est le quatrième album studio de Masta Ace, sorti le 17 juillet 2012.
Après le succès de ses deux précédents albums (The Show et Arts & Entertainment), Masta Ace propose un album-concept très personnel, célébrant la vie et l'héritage de sa mère récemment décédée.
La plupart des samples utilisés proviennent de la série de mixtapes instrumentales Special Herbs de MF DOOM (sous le nom de Metal Fingers).

## Listes des titres
| No  | Titre                                            | Contient un (des) sample(s) de                                                                         | Durée |
| --- | ------------------------------------------------ | --- | ----- |
| 1.  | D Ski's Intro                                    | | 1:22  |
| 2.  | Nineteen Seventy Something                       | Agrimony de Metal Fingers Respect de The Notorious B.I.G. featuring Diana King                         | 2:52  |
| 3.  | Son of Yvonne                                    | Arrow Root de Metal Fingers                                                                            | 3:15  |
| 4.  | Da'Pro                                           | Buckeyes de Metal Fingers Halftime de Nas The Show de Doug E. Fresh, Slick Rick and The Get Fresh Crew | 3:00  |
| 5.  | Store Frontin'                                   | | 0:37  |
| 6.  | Me and My Gang                                   | Datura Stramonium de Metal Fingers et Vast Aire                                                        | 3:35  |
| 7.  | Crush Hour (featuring Pav Bundy)                 | ? de MF DOOM featuring Kurious                                                                         | 2:42  |
| 8.  | Think I Am (featuring Big Daddy Kane et MF DOOM) | Nettle Leaves de Metal Fingers                                                                         | 2:40  |
| 9.  | Fresh Fest (featuring Reggie B)                  | Myrrh de Metal Fingers                                                                                 | 3:19  |
| 10. | Hoe-Tel Leftovers                                | | 0:32  |
| 11. | Slow Down                                        | Safed Musli de Metal Fingers                                                                           | 4:33  |
| 12. | Home Sweet Home                                  | White Willow Bark de Metal Fingers                                                                     | 3:00  |
| 13. | Dedication                                       | | 1:00  |
| 14. | I Did It                                         | Camphor de Metal Fingers                                                                               | 3:24  |
| 15. | In da Spot (featuring Milani the Artist)         | Orris Root de Metal Fingers                                                                            | 2:54  |
| 16. | Outtakes                                         | Orris Root Powder de Metal Fingers                                                                     | 3:32  |